# Naoto Kamifukumoto
Naoto Kamifukumoto (japanisch 上福元 直人 Kamifukumoto Naoto; * 17. November 1989 in Chiba) ist ein japanischer Fußballspieler.

## Karriere
Kamifukumoto erlernte das Fußballspielen in der Schulmannschaft der Funabashi High School und der Universitätsmannschaft der Juntendo University. Seinen ersten Vertrag unterschrieb er 2012 bei Ōita Trinita. Der Verein spielte in der zweithöchsten Liga des Landes, der J2 League. Am Ende der Saison 2012 stieg der Verein in die J1 League auf. Im Mai 2013 wurde er an den Drittligisten FC Machida Zelvia ausgeliehen. Im Juni 2013 kehrte er zu Oita Trinita zurück. Am Ende der Saison 2013 stieg der Verein in die zweite Liga ab. Am Ende der Saison 2015 stieg der Verein in die dritte Liga ab. 2016 wurde er mit dem Verein Meister der dritten Liga und stieg wieder in die zweite Liga auf. Für den Verein absolvierte er 65 Ligaspiele. 2018 wechselte er zum Ligakonkurrenten Tokyo Verdy. Für den Verein, der in der Präfektur Tokio beheimatet ist, absolvierte er 84 Ligaspiele. 2020 wechselte er zum Ligakonkurrenten Tokushima Vortis. Mit Vortis feierte er 2020 die Zweitligameisterschaft und den Aufstieg in die erste Liga. Nach nur einer Saison musste er mit Vortis als Tabellensiebzehnter wieder in die zweite Liga absteigen. Für Vortis bestritt er 71 Ligaspiele. Nach dem Abstieg verließ er den Verein und schloss sich im Januar 2022 dem Erstligaaufsteiger Kyōto Sanga aus Kyōto an. Für den Aufsteiger stand er 31-mal in der ersten Liga auf dem Spielfeld. Im Januar 2023 verpflichtete ihn der ebenfalls in der ersten Liga spielende Kawasaki Frontale. Am 17. Februar 2024 gewann der mit Frontale den Supercup. Das Spiel gegen den Meister Vissel Kōbe wurde mit 1:0 gewonnen. Nach zwanzig Ligaspielen wechselte er im August 2024 zum ebenfalls in der ersten Liga spielenden Shonan Bellmare.

## Erfolge
Tokushima Vortis
- Japanischer Zweitligameister: 2020  ▲

Kawasaki Frontale
- Japanischer Supercup-Sieger: 2024